# ویلاکا
ویلاکا (به لتونیایی: Viļaka)  در لتونی  است که در شهرداری ویلاکا واقع شده‌است.